# アブロ・カナダ
アブロ・カナダ（Avro Aircraft Canada ）はカナダに存在した航空機メーカーである。

## 歴史

### 第二次世界大戦
第二次世界大戦中、ドイツ軍の攻撃に対して安全なカナダで、イギリス軍向けの航空機を生産するためにビクトリー・エアクラフト社（Victory Aircraft ）がトロント郊外に作られた。ビクトリー・エアクラフト社は3,200機ほどのアブロ アンソンや400機ほどのアブロ ランカスターなどを生産し、1945年にイギリスのアブロの子会社になり、アブロ・カナダとなった。

### 戦後
戦後、カナダ空軍やトランス・カナダ航空のための航空機の生産を始めた。全天候ジェット戦闘機CF-100 カナックは1946年に開発を開始したが、運用の開始は1952年からと遅れた。1949年8月にはジェット旅客機C-102 ジェットライナーを初飛行させた。デ・ハビランド・コメットに遅れることわずか2週間であった。

### 解散
このように順調に事業を進めたかに見えたアブロ・カナダは、大型の超音速デルタ翼迎撃機CF-105 アローの1959年の突然の計画中止で打撃を受け、縮小された。なおこの突然の計画中止は様々な憶測、波紋を呼び、あまりの高性能に驚いたアメリカの航空機メーカーからの圧力とも噂された。
1962年に親会社のアブロがホーカー・シドレーに買収されたが、その後ホーカー・シドレーはカナダの資産を売却し、トロント・ピアソン国際空港北側にあった最初の航空機工場もデ・ハビランド・カナダ、マクドネル・ダグラス、ボーイングに運営されたが2005年に閉鎖した。ホーカー・シドレー・カナダは結局、1990年代後半に年金基金を残して解散した。